# Wittlingen
Wittlingen är en kommun och ort i Landkreis Lörrach i regionen Schwarzwald-Baar-Heuberg i Regierungsbezirk Freiburg i förbundslandet Baden-Württemberg i Tyskland.
Kommunen ingår i kommunalförbundet Kandertal tillsammans med kommunerna Binzen, Eimeldingen, Fischingen, Rümmingen och Schallbach.